# Richland Center (Wisconsin)
Richland Center város az Egyesült Államok Wisconsin államában, Richland megyében, melynek megyeszékhelye is. Lakossága 5114 fő a 2020-as népszámláláskor.

## Népesség
A település népességének változása:
| Lakosok száma | 1227 | 5184 | 5114 |
|               | 1880 | 2010 | 2020 |